# موارد الطاقة في العالم
موارد الطاقة العالمية يمكن تقسيمها حسب النوع إلى الوقود الأحفوري والوقود النووي والموارد المتجددة.

الزيت المتبقي:الاستهلاك السنوي للنفط كان 0.18 ZJ في عام 2005. هناك قدر كبير من عدم اليقين المحيط بهذه الأرقام. 11 ZJ من الإضافات في المستقبل إلى الاحتياطيات القابلة للاستخراج يمكن أن نكون متفائلين.

## الوقود الأحفوري
يتكون الوقود الأحفوري من بقايا الكائنات الحية التي دفنت على اعماق كبيرة وتعرضت لضغط وحرارة شديدين مما ادى لتحولها لمواد هيدروكربونية، يشكل الوقود الاحفوري مصدر جيد للطاقة وله استعمال منتشر بالرغم من تأثيره السلبي على البيئة، أنواع الوقود الاحفوري:1- الفحم الحجري2- النفط3- الغاز الطبيعي 
.

### الفحم
يعد الفحم الحجري أكثر مصادر الوقود الاحفوري وفرة، كان الوقود الأحفوري بداية الثورة الصناعية وما زال مستمر النمو في الولايات المتحدة الأمريكية، الصين «التي تعد من أكثر المدن تلوثاً».بسبب المخزون العالي للفحم الحجري يعتبر من أكثر الخيارات المناسبة للطلب العالمي على مصادر الطاقة بالرغم من تأثيره الكبير على الاحتباس الحراري، بحسب وكالة الطاقة الدولية يكفي مخزون الفحم البالخ 909 طن لمدة 155 سنة على معدل الاستهلاك الحالي.

### الغاز الطبيعي
الغاز الطبيعي هو الوقود الأحفوري المتوفر على نطاق واسع بمخزون  850 000 كم3 في الاحتياطيات القابلة للاستخراج، التحسينات في التكنولوجيا  وعمليات الاستكشاف الواسعة أدت إلى زيادة كبيرة في استردادها احتياطيات الغاز الطبيعي والصخر الزيتي. في الوقت الحاضر معدلات استخدام الغاز الطبيعي يمكن أن توفر معظم احتياجات العالم من الطاقة لمدة تتراوح بين 100 و 250 سنة، اعتمادا على الزيادة في الاستهلاك مع مرور الوقت.

### النفط
يتم تكوين النفط من بقايا الكائنات الحية التي دفنت على درجات حرارة وضغط عالي وتحولت إلى نفط، يتكون النفط من مواد هايدروكربونية ترتبط مع الاكسجين عند حرقها منتجة كمية كبيرة من الطاقة.وتشير التقديرات إلى أنه قد يكون هناك 57 ZJ من احتياطيات النفط على الأرض  متاحة، ولكن ليس بالضرورة الاحتياطيات قابلة للاستخراج، بما في ذلك التقديرات  عن مصادر غير تقليدية مثل نفط الرمال والنفط الصخري. 

## الوقود النووي

### الطاقة النووية
تم تطوير الوقود النووي في النصف الثاني من القرن العشرين. وهي تقنية ذات طلب عالي منذ ظهورها وتحتاج إلى تحكم صارم نظراً إلى الأخطار والحوادث الممكن وقوعها. الوقود المحتاج للمفاعل النووي هو اليورانيوم وأحياناً البلاتينيوم، يتم تسريع التحلل الإشعاعي داخل المفاعل النووي لتحرير الطاقة بشكل أسرع لغرض الاستخدام.قدرت وكالة الطاقة الذرية احطياطي اليورانيوم المتبقي 2500 ZJ .
على الرغم من أن في بداية القرن 21 استعمل اليورانيوم كمصدر رئيسي للوقود النووي في جميع أنحاء العالم، يمكن استخدام مواد مشعة أخرى مثل الثوريوم والهيدروجين الذي كان قيد التحقيق منذ منتصف القرن ال20.

### الاندماج النووي
يعد الاندماج النووي من البدائل لانتاج الطاقة، يتم عن طريق دمج نواتي مواد مشعة مثل الهيدروجين لتكوين ذرة عنصر جديد وهذا ما يحدث على سطح الشمس حيث تندمج 4 ذرات من عنصر الهيدروجين لانتاج عنصر الهيليوم وطاقة كبيرة جداص.

## الموارد المتجددة

### الطاقة الشمسية
في البلاد الحارة نسبياً، تستخدم تقنية اللوحات الشمسية عن طريق امتصاصها للحرارة المستمدة من الشمس.
تمتص اللوحات الشمسية الحرارة وتعمل على تسخين المياه داخل قنوات الخلايا الشمسية، هذه التقنية توفر للإنسان الماء الساخن دون الحاجة إلى اللجوء لتقنيات التسخين عالية الثمن. ويتم توليد الكهرباء أيضاً في نفس الطريقة، إذ تمتص الخلايا الشمسية الحرارة وتحولها إلى كهرباء.
من مميزات الطاقة الشمسية أنها لا تنفذ فهي مصدر طبيعي من الشمس دائم التوفر، ويمكن تخزينها من خلال الخلايا الشمسية للإستعمال حتى في الليل. 

### طاقة الرياح والأمواج
الرياح والأمواج مولدين من الشمس أيضاً، فالشمس تقوم بتسخين بعض مناطق الأرض أكثر من غيرها، فالهواء الساخن يتمدد ويبدأ بالانتقال فيسمى «تيار الحمل». معظم طاقة الرياح تنتقل إلى البحار محدثة احتكاك بين الرياح والمياه يؤدي إلى ظهور «الأمواج».
الاستفادة من الأمواج لتوليد الطاقة لا يعتبربسهولة توليد الطاقة من الرياح، لأن توليد الطاقة من الأمواج يعتمد على حركة الأمواج لإدارة التوربينة، ففي الأيام الهادئة لا يتم توليد أي طاقة. 

### الطاقة الحرارية الأرضية
درجة حرارة باطن الأرض مرتفعة جداً نظراً للمكونات المشعة المتواجدة بجانب الصخور، يمكن الاستفادة من درجات الحرارة المرتفعة في تسخين المياه، إذ يتم ضخ المياه عبر قنوات إلى باطن الأرض لتسخينها، والبخار ذو الضغط العالي يصعد إلى السطح ويستخدم لتوليد الكهرباء. تتواجد أعلى درجات حرارة داخل باطن الأرض بالقرب من البراكين.